# Kalendarium historii Jędrzejowa

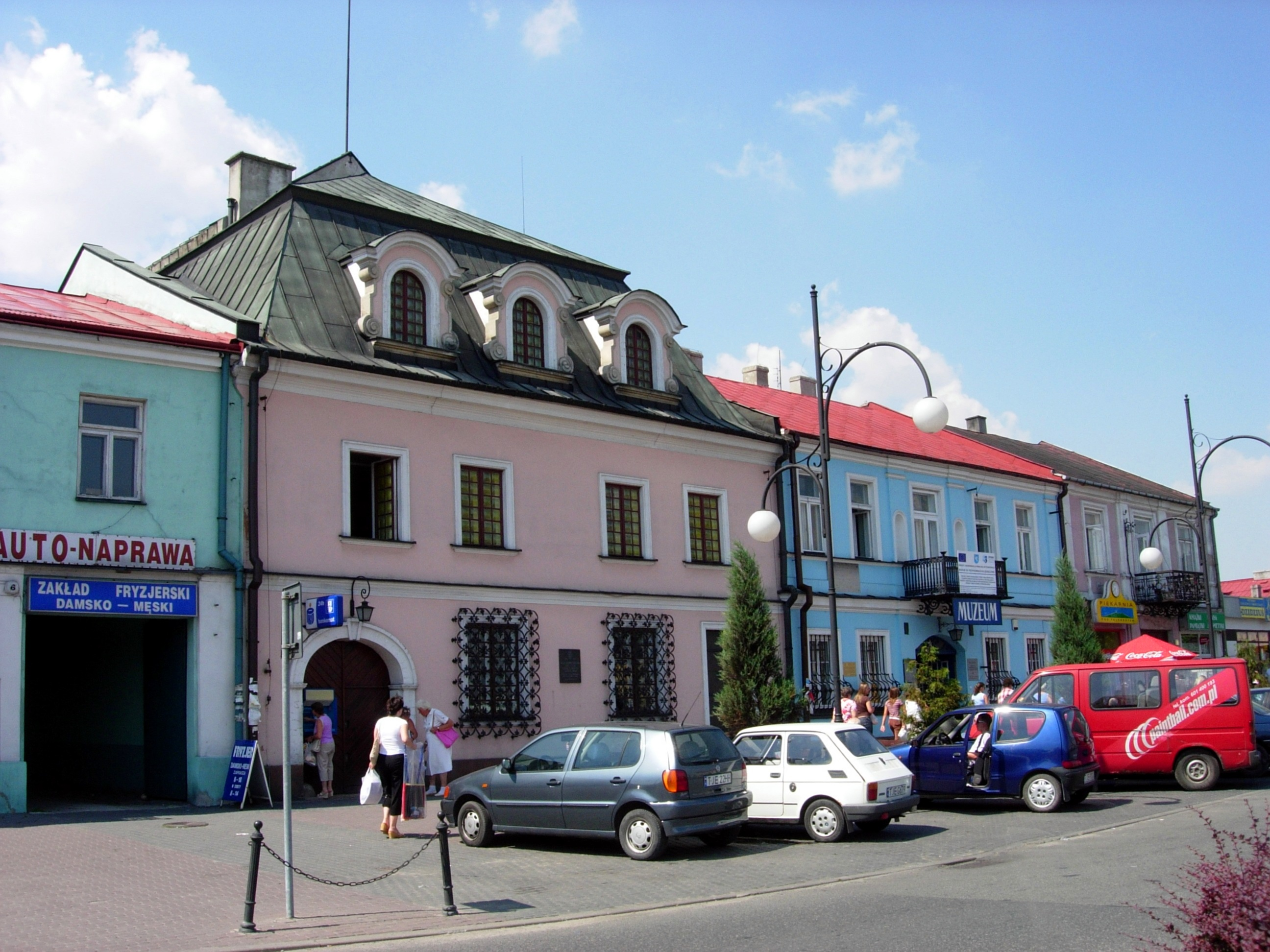
Stare kamienice na Rynku

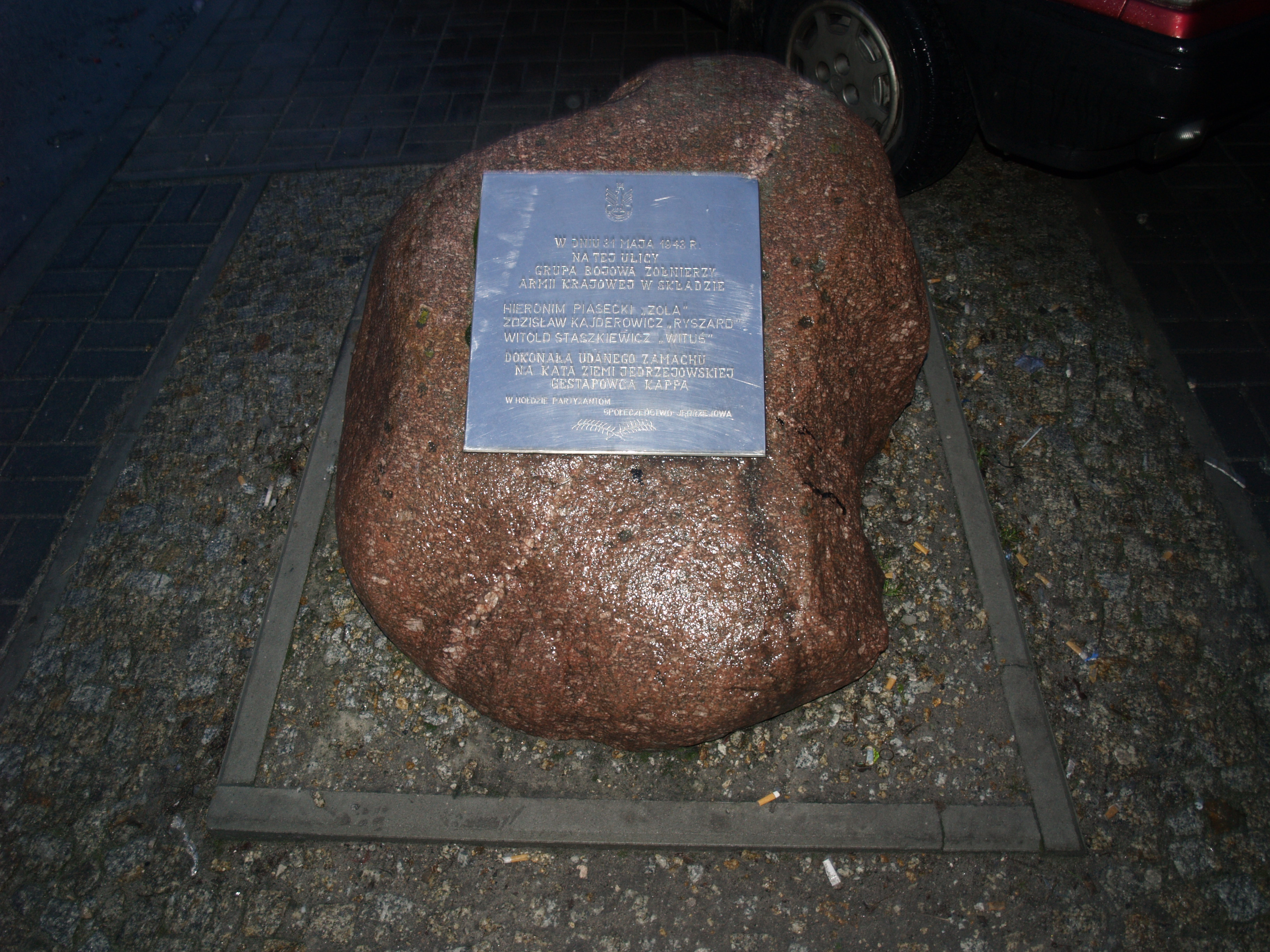
Pomnik upamiętniający zamach na Helmuta Kappa

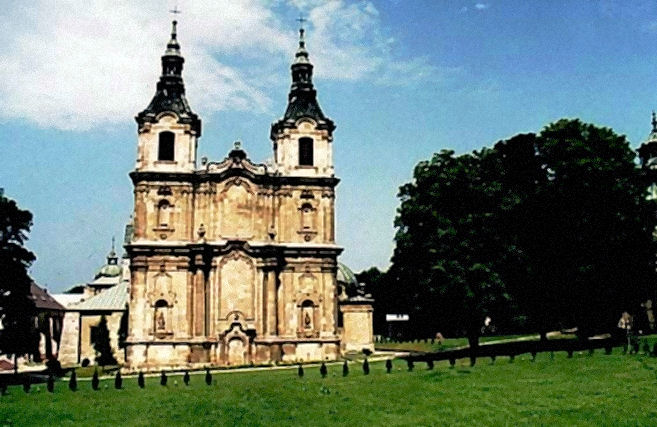
Klasztor Ojców Cystersów

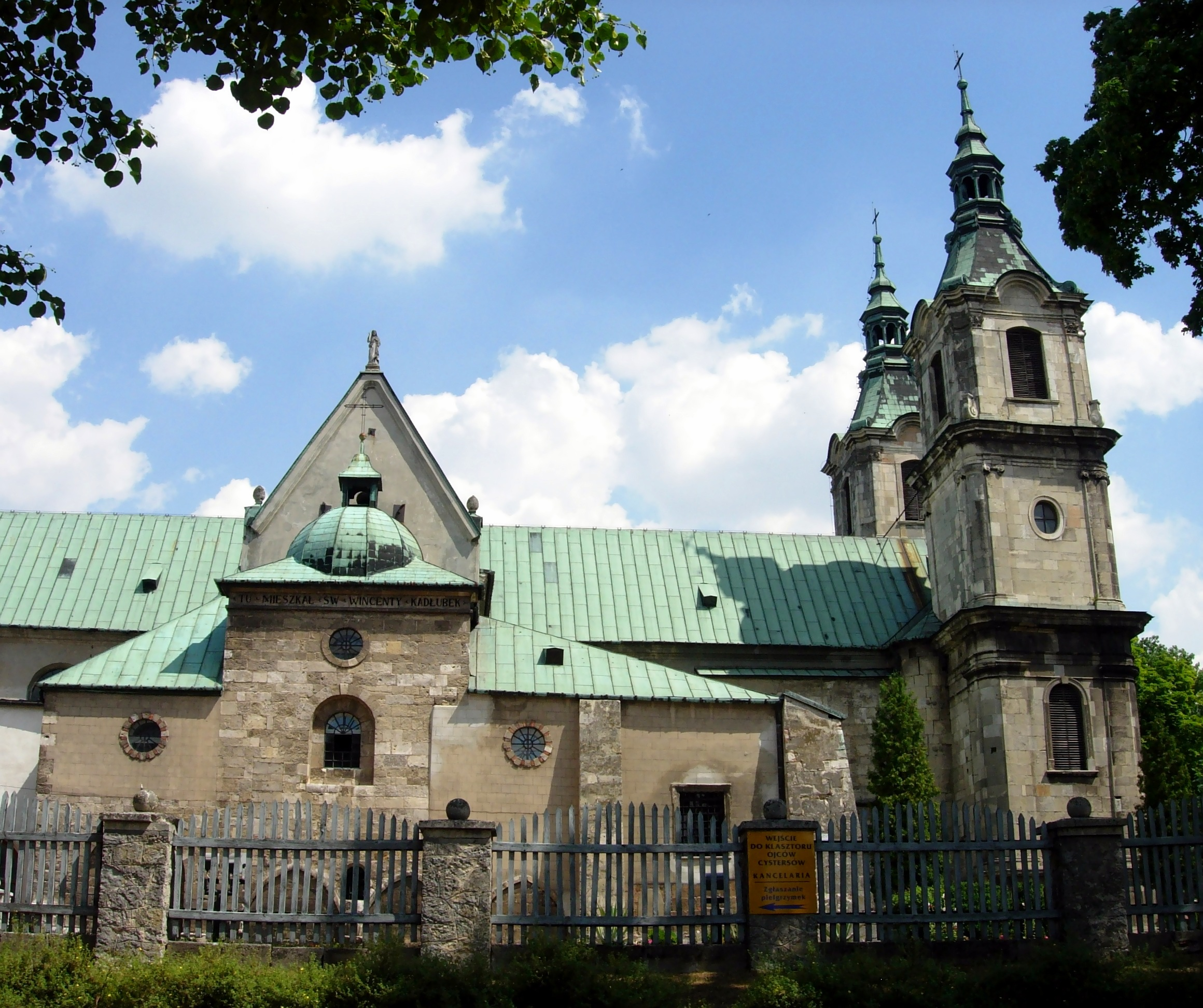
Klasztor z prawej strony

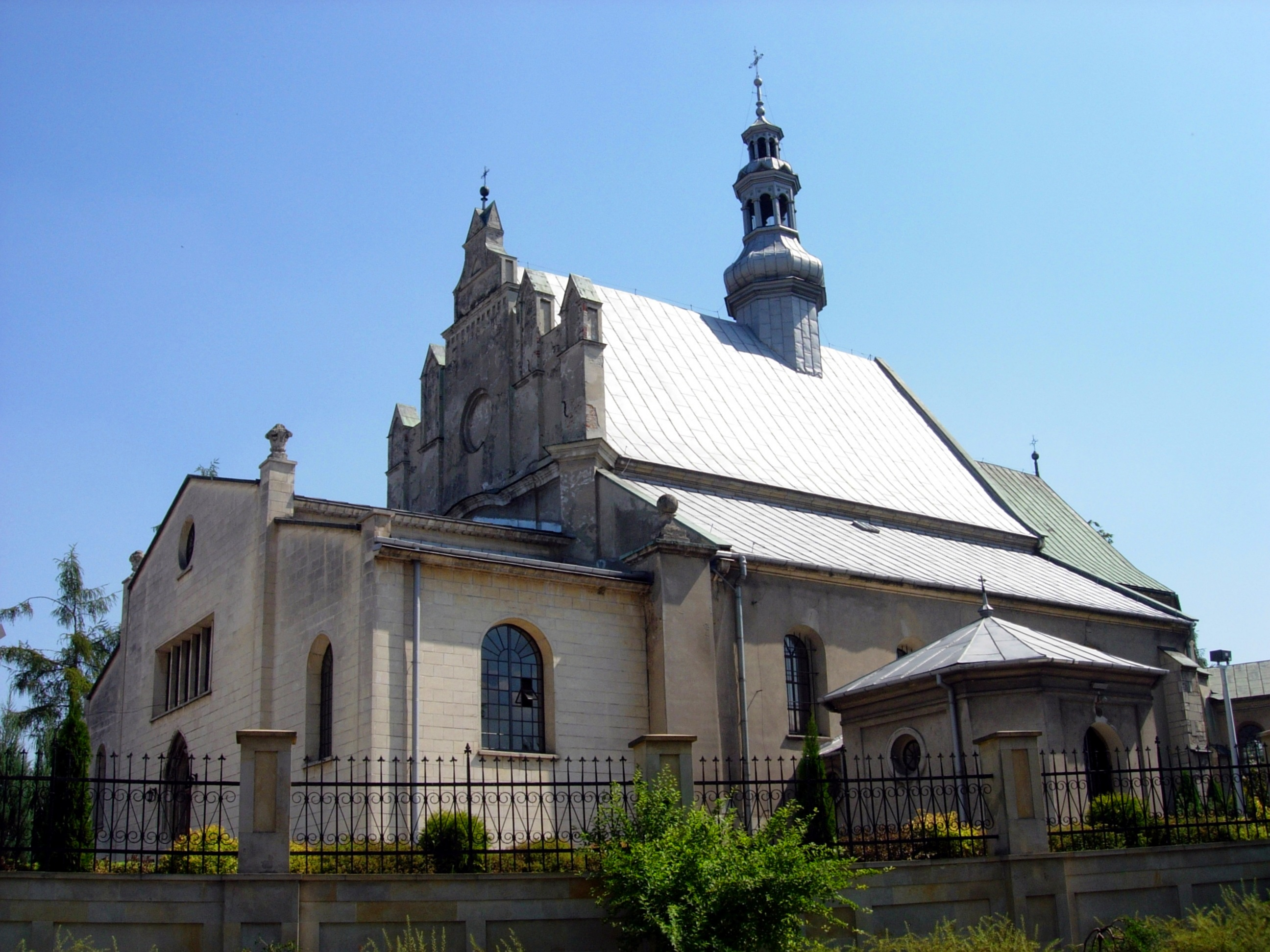
Kościół Świętej Trójcy

## Dzieje najstarsze
- VII – XII w. – powstała osada Brzeźnica.
- 1110 – Biskup krakowski Maur konsekrował kościół św. Wojciecha w Brzeźnicy.
- 1140 – ufundowanie klasztoru cystersów przez biskupa wrocławskiego Janika razem z bratem Klemensem z rodu Gryfitów.
- 1149 – przybycie zakonników z opactwa Morimond z Burgundii.
- 1153, 25 marca – Jan Gryfita wystawił dokument fundacyjny opactwa cysterskiego, została w nim jako pierwsza użyta nazwa Jędrzejów.
- 1167 – konsekracja kościoła klasztornego, której towarzyszy zjazd dostojników kościelnych i książąt. W Jędrzejowie przebywali wówczas Mieszko Stary i Kazimierz Sprawiedliwy.
- 1218 – do klasztoru przybył Wincenty Kadłubek.
- 1223, 8 marca – śmierć Wincentego Kadłubka w Jędrzejowie.

## Jędrzejów jako miasto w I Rzeczypospolitej
- 1271, 16 lutego – nadanie praw miejskich przez Bolesława Wstydliwego na prawie magdeburskim.
- 1312 – Cystersi jędrzejowscy poparli Władysława Łokietka, przeciwko któremu wystąpił Wójt Albert.
- 1439 – Opat jędrzejowski Nieustęp nadał prawo mieszczanom do wybudowania: ratusza, sukiennic, postrzygalni i wagi miejskiej.
- 1447, 26 listopada – Śmierć opata Nieustępa.
- 1470 – 1480 – Budowa kościoła św. Katarzyny (obecnie kościół Świętej Trójcy).
- 1510 – Zygmunt I Stary odnowił przywilej miejski – prawo cotygodniowych targów i 3 jarmarków w roku.
- 1576, 28 stycznia – zjazd szlachty, która opowiedziała się za elekcją Stefana Batorego.
- 1592 – Jan Zamoyski i niektórzy wojewodowie radzili nad zapobieżeniem małżeństwu Zygmunta III z Anną Habsburżanką.
- 1607 – zjazd rokoszan pod wodzą Mikołaja Zebrzydowskiego.
- 1633, 26 kwietnia – ekshumacja zwłok Wincentego Kadłubka przez Fryderyka Szembeka.
- 1681, 4 stycznia – papież Innocenty XI przyznał klasztorowi jędrzejowskiemu przywilej odpustu zupełnego w dniu śmierci Wincentego Kadłubka.
- 1705 – Wielki pożar miasta.
- 1764 18 lutego – Papież Klemens XIII wydał akt beatyfikacyjny Wincentego Kadłubka.
- 1765, 26-28 maja – Zorganizowano uroczystość związaną z beatyfikacją Wincentego Kadłubka.
- 1794, 27 czerwca – W Klasztorze ojców cystersów spotkali się Tadeusz Kościuszko i Józef Poniatowski.

## Okres rozbiorów
- 1795 – Jędrzejów znalazł się w granicach zaboru austriackiego, w tzw. Nowej Galicji.
- 1798 – Cystersi zakładają szkołę główną.
- 1800 – Klasztor zostaje spalony, uszkodzeniu ulega biblioteka klasztorna.
- 1819, 17 kwietnia – Kasacja klasztoru cystersów.
- 1819, 12 czerwca – Porozumienie między komisarzem rządowym a opactwem cysterskim w Jędrzejowie, na mocy której przejęli w dzierżawę majątki utracone po kasacie (1/3 dochodów mieli odprowadzać do kasy państwowej).
- 1831 – W budynkach poklasztornych utworzono szpital wojenny.
- 1870 – Utrata praw miejskich, Jędrzejów pozostał siedzibą władz powiatowych.
- 1872 – Założenie Seminarium Nauczycielskiego.
- 1885 – Przeprowadzenie przez Jędrzejów pierwszej linii kolejowej.
- 1893 – Pożar klasztoru.
- 1900 – Rozwój przemysłowy, założenie browaru.
- 1912/1913 – Otwarcie progimnazjum męskiego i żeńskiego w budynku liceum im. Mikołaja Reja.
- 1915, 3 marca – Przybycie Józefa Piłsudskiego razem z I Brygadą do Jędrzejowa
- 1916 – Jędrzejów odzyskał prawa miejskie.

## II RP
- 1917 – wybudowanie kolejki wąskotorowej do Koprzywnicy.
- 1937 – Oddanie do użytku szpitala powiatowego.

## Okupacja niemiecka
- 1939 – Zajęcie miasta przez Niemców.
- 1943, 31 maja – Dokonano udanego zamachu na Helmuta Kappa.
- 1943, 1 czerwca – Śmierć Helmuta Kappa w szpitalu

## PRL
- 1945, 14 stycznia – Koniec okupacji hitlerowskiej.
- 1945, 23 września – Powrót ojców cystersów do Jędrzejowa.
- 1962 – Powstanie Muzeum Zegarów Słonecznych.
- 1971 – W Jędrzejowie rozpoczęły działalność Zakłady Przemysłu Dziewiarskiego „Rekord”.
- 1975 – Reforma administracyjna kraju przynosi likwidację powiatu jędrzejowskiego.

## Współczesność
- 1993 – zawieszenie i decyzja o likwidacji wąskotorówki.
- 1998 – ponownie uruchomiono ruch kolejki wąskotorowej.
- 1999 – Jędrzejów stał się siedzibą powiatu.
- 2001 – Otwarcie pływalni miejskiej.
- 2005 – Zakończenie budowy wschodniej obwodnicy Jędrzejowa.
- 2009 - Wizyta Prezydenta Lecha Kaczyńskiego[1].
- 2012 – Oddanie do użytku północnej obwodnicy[2].
- 2015 - Wizyta Prezydenta Andrzeja Dudy[3].
- 2020 - Otwarcie południowej obwodnicy[4].
- 2024 - Wizyta Marszałka Sejmu Szymona Hołowni oraz ogłoszenie jego kandydatury w wyborach prezydenckich w 2025